# Pedilus laevicollis
Pedilus laevicollis es una especie de coleóptero de la familia Pyrochroidae.

## Distribución geográfica
Habita en Europa.